# Haplocytheridea agilis
Haplocytheridea agilis is een mosselkreeftjessoort uit de familie van de Cytherideidae. De wetenschappelijke naam van de soort is voor het eerst geldig gepubliceerd door Guan.